# 那根正
那根正（1951年—），字龙飞，又名叶赫那拉·根正，满族，北京人，自称慈禧太后之弟桂祥的曾孙，因其所叙述家族情况受到清史学家的质疑，被認為与史实不符。
那根正曾自称北京大学毕业，但实际情况与其所述亦有出入。那根正于1977年在内蒙古参加了中国恢复的首次高考，1978年正式调回北京工作，分配在北京交通运输行业，先后自学攻读了高中、中专、大专和本科课程，并取得了本科学历。

## 身份的质疑
清史学家冯其利强烈质疑那根正的身份，其主要理由有
- 那根正自称纳兰性德九世孙，但根据研究纳兰性德学者的访问，纳兰性德后裔的下落早已不知所踪。
- 桂祥的后裔清晰可查，并无那根正。
- 那根正自称祖父增锡曾在清河陆军学堂教书，后担任校长，第一历史档案馆查无此人，《中华民国时期军政职官志》记载的清河陆军第一中学的校长是毛继承和钱选青；那根正自称傅作义是其祖父增锡的学生并在抗日战争时期给自己家送过上百袋面粉，而根据《中国国民党九千将领》，傅作义虽在清河陆军中学学习过，但其抗日战争时期并不在华北而在绥远，直到1947年才进驻北平；那根正自称孙中山和黄兴曾会见增锡，而《孙中山年谱》中并无孙中山在辛亥革命前前往北京的记载；那根正在《北京晚报》上的一则连载图片中注为“爷爷和李鸿章”，但该图片实际是醇亲王奕譞和李鸿章。
- 那根正曾写到李连英死于民国十五年，但根据《故宫博物院院刊》李连英死于宣统三年二月初四，且那根正说述李连英的过继子也有误，那根正所说李连英购买的住宅，实际是李连英三弟李宝泰购买的棉花胡同宅。
- 那根正在《北京晚报》连载所附的桂祥夫妇图像中，桂祥补服与其官品不合；那根正在《北京晚报》连载所附图片中称是“溥仪和身边人”，实际该图是溥仪和弟弟妹妹；那根正自称“慈禧曾孙的传奇收藏”所附“慈禧写的寿字”图左下写有“不入八分辅国公”，这证明是那根正的收藏，而不是家传。
- 那根正曾写到自己祖父的一只碗出价到2000大洋，而日伪时期20大洋就可以去日本一个来回，道光官窑在2005年左右值几十万元。

## 著作
- 《我所知道的慈禧太后：慈禧曾孙口述实录》
- 《我所知道的末代皇后隆裕》[1]
- 《叶赫那拉的人们》